# Kosin (Przelewice)
Kosin (deutsch Kossin) ist ein Dorf in der Woiwodschaft Westpommern in Polen. Es gehört zur Gmina Przelewice (Gemeinde Prillwitz)  im Powiat Pyrzycki (Pyritzer Kreis).

## Geographische Lage
Das Dorf liegt im Weizacker in Hinterpommern, etwa 45 Kilometer südöstlich von Stettin und etwa 11 Kilometer östlich der Kreisstadt Pyritz. Das Dorf liegt etwa 2½ Kilometer vom Ufer des Plönesees entfernt, zu dem sich hier der Fluss Plöne verbreitert.

## Geschichte
Aus vorgeschichtlicher Zeit stammten die Großsteingräber bei Kossin, megalithische Grabanlagen der jungsteinzeitlichen Trichterbecherkultur; sie wurden im 19. Jahrhundert zerstört.
Das pommersche Dorf Kossin gehörte im Jahre 1644 einem Albrecht von Maltitz. Später kam der Lehnsbesitz an die adlige Familie Wedel, so nach den ältesten überlieferten Lehnsbriefen von 1668 und 1701. Im 18. Jahrhundert war Kossin in die beiden Anteile Kossin a und Kossin b geteilt, zu denen jeweils ein Anteil am Vorwerk Mützelburg gehörte. Mützelburg gehörte zur Neumark und wurde Jahre 1781 mit Kossin dergestalt verbunden, dass die Pommersche Regierung in Stettin auch für Mützelburg zuständig wurde und insbesondere das Hypothekenbuch zu führen hatte.
1754 wurde Kossin b von Wilhelm Richard von Schöning, von 1758 bis 1765 Landrat des Kreises Soldin, erworben. Als er in wirtschaftliche Schwierigkeiten geriet, trat er 1772 Kossin b an seine Ehefrau und seine vier Söhne ab. Durch Erbvergleich erhielt 1789 der jüngste Sohn Richard Ehrenreich von Schöning Kossin b allein. Er konnte 1791 auch Kossin a ankaufen und vereinigte so ganz Kossin in seiner Hand.
In Ludwig Wilhelm Brüggemanns Ausführlicher Beschreibung des gegenwärtigen Zustandes des Königlich-Preußischen Herzogtums Vor- und Hinterpommern (1784) ist „Cossin“ unter den adligen Gütern des Pyritzschen Kreises aufgeführt. Damals gab es hier zwei Ackerwerke, also Gutsbetriebe, eine Windmühle, einen Prediger, einen Küster, drei Bauern, einen Pfarrbauern, neun Kossäten und eine Schmiede, insgesamt 51 Haushaltungen („Feuerstellen“). Die Kirche war eine Mutterkirche, der die Filialkirche in Klücken zugeordnet war. Zu den beiden Anteilen Cossin (a) und Cossin (b) gehörte u. a. jeweils eines der Ackerwerke und ein Anteil am Vorwerk Mützelburg, „welches eigentlich die beiden herrschaftlichen Schäfereyen ausmacht“.
Ab dem 19. Jahrhundert bestanden der politische Gutsbezirk Kossin und die Landgemeinde Kossin nebeneinander. Im Jahre 1910 zählte der Gutsbezirk Kossin 188 Einwohner, die Landgemeinde Kossin 176 Einwohner. Später wurde der Gutsbezirk in die Landgemeinde Kossin eingemeindet.
Vor 1945 bildete Kossin eine Landgemeinde im Kreis Pyritz der preußischen Provinz Pommern. Zur Landgemeinde gehörte auch der Wohnplatz Mützelburg. Die Gemeinde zählte im Jahre 1925 433 Einwohner in 83 Haushaltungen, im Jahre 1933 457 Einwohner und im Jahre 1939 412 Einwohner.
Nach dem Zweiten Weltkrieg kam Kossin, wie ganz Hinterpommern, an Polen. Die Bevölkerung wurde durch Polen ersetzt und der Ortsname zu „Kosin“ polonisiert. Heute bildet der Ort ein eigenes Schulzenamt in der Gmina Przelewice (Gemeinde Prillwitz).

## Persönlichkeiten
- Karl Kuhnke (1881–?), deutscher Politiker (DNVP) und Mitglied des Reichstags, war Landwirt in Kossin